# Языков, Виктор Аркадьевич
Виктор Аркадьевич Язы́ков (29 октября 1948, посёлок Лазаревское, Краснодарский край) — советский и российский яхтсмен, путешественник, проектировщик и создатель яхт, участник многих соревнований, регат и кругосветных гонок, 10 раз пересекал Атлантический океан и 3 раза — Тихий.
Трижды обошёл вокруг света в одиночку.

## Биография

### Рождение, ранние годы
Виктор Языков родился в посёлке Лазаревское, близ Сочи.
В 13-летнем возрасте остался без отца, стал учиться в вечерней школе (ШРМ) и пошел работать на местную верфь подмастерьем. Идея посвятить жизнь морю родилась рано, в 1962 году. При Лазаревской верфи был яхт-клуб. Именно здесь он впервые овладел навыками обращения с парусами. Надо сказать, что на Лазаревской верфи работали и отец, и мать, и младший брат Вячеслав. Языков сам, во дворе дома, построил свой первый швертботик. Затем построил катамаран «Колибри» — уже как положено, по чертежам.
Служба в армии. Служил в ВДВ, демобилизовался старшиной роты десантников.
После армии в 1970 году поступил в Дальневосточное мореходное училище на судоводительский факультет. Учился на одном курсе с будущими капитанами современных крупнотоннажных парусников «Паллада» и «Седов» Юрием Арсентьевым и Николаем Зорченко, а также с Петром Соседовым — ставшим впоследствии известным телережиссёром. С 1974 года работал на рыболовных судах.
В 1986 году был участником ликвидации последствий аварии на Чернобыльской АЭС.

### Карьера яхтсмена

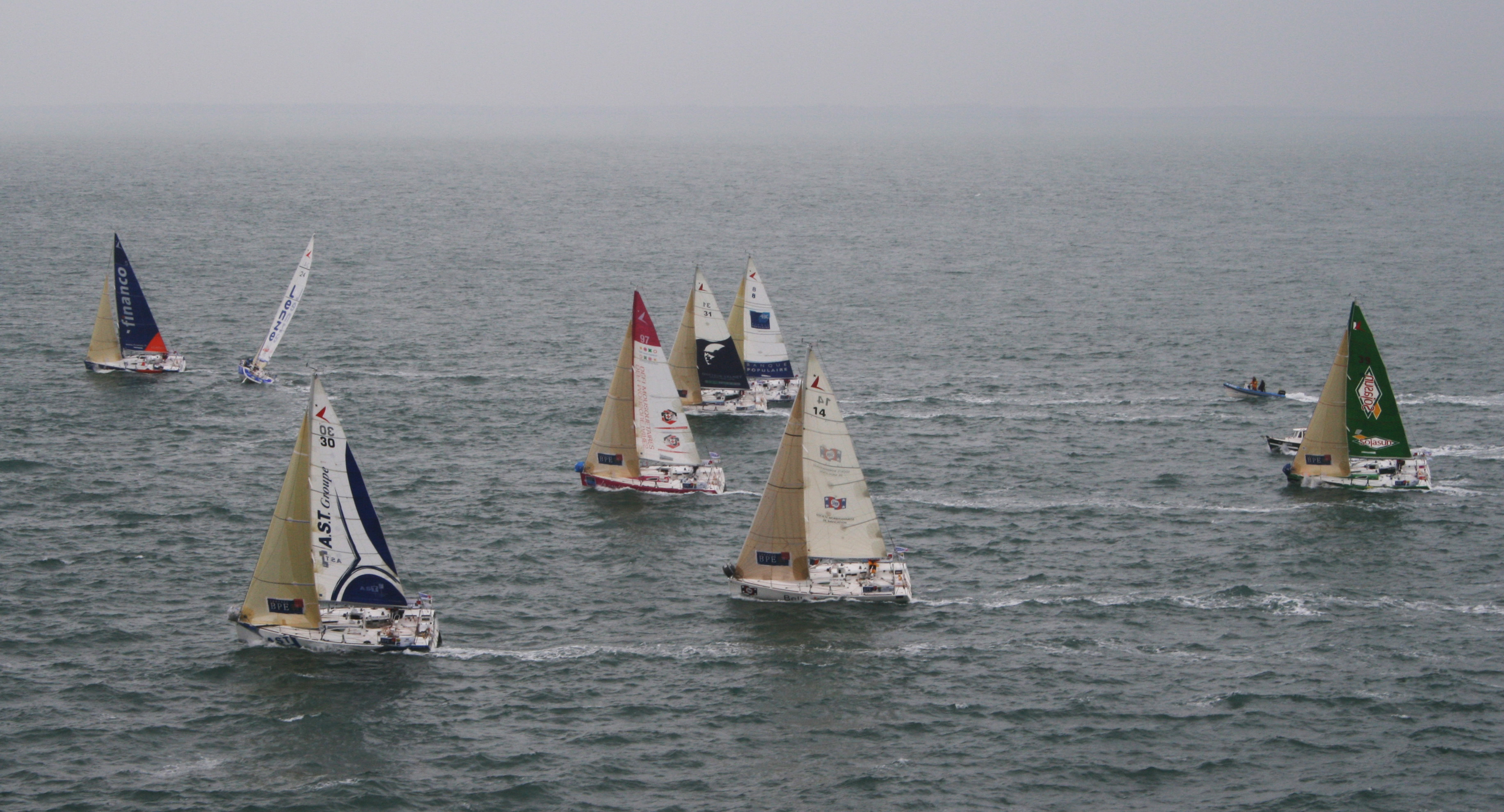
Типичный фрагмент парусной регаты

- В 1975 году стал одним из организаторов яхт-клуба находкинского торгового морского флота «Водник», в котором работал до 1984 года;
- В 1979 году, являясь руководителем яхт-клуба находкинского торгового морского флота, В.Языков, впервые в истории, привел советскую яхту в Японию. Там же, в Находке, нашел себе семью — жену Людмилу и сына Алёшку;
- В 1986 году он — участник ликвидации аварии на Чернобыльской АЭС. Уходил на шесть месяцев, а вернулся, «набрав дозу радиации» через три;
- В 1988-90 годах — участие в строительстве яхты «Фазиси» и в гонке Whitbread. Виктор подключился к делу ещё на стадии проектирования, и прошел нелегкий путь этого первого коммерческого проекта российских яхтсменов. К глубокому сожалению, несмотря на героические усилия участников проекта, он оказался трагическим (погиб российский шкипер Алексей Грищенко);
- В это время он познакомился с передовыми технологиями в ремонте, а главное — в строительстве яхт, и что очень важно — завязал тесные отношения с ведущими яхтенными конструкторами и дизайнерами. После эти связи будут использованы им при строительстве яхт по проекту «Wind of Сhangе». Там же получил приглашение от Королевского яхт-клуба Великобритании на участие в трансатлантической гонке одиночек, которая должна была состояться в следующем, 91-м году. По возвращении на Родину достраивает яхту «Лагуна» — так назвал он своё детище;[2]
- В 1999 году профессиональный журнал «Seahorse» присвоил Языкову титул «Яхтсмен года», Всероссийская федерация парусного спорта назвала Виктора Языкова «Яхтсменом года», Русский биографический институт присвоил Языкову звание «Человек года» в номинации «Спорт». В этом же году Языкову присвоено звание «Почетный гражданин города Сочи».

Заслуженный мастер спорта.

## Достижения, гонки, проекты
- В 1989-90 годах на яхте «Фазиси», в постройке которой принимал участие, прошел I и II этапы кругосветной гонки Whitbread 1989/90.
- 1990—1991, переход Сочи — Англия на «Лагуне»;
- В 1992 году В.Языков принимает участие в Трансатлантической гонке Europe-1-Star и получает звание почетного гражданина г. Ньюпорт (США);
- В 1998 году В.Языков на 40-футовой яхте «Ветер перемен» собственной постройки занимает четвёртое место в своем классе в кругосветной гонке Around Alone 1998/99. По итогам этой гонки яхта «Ветер перемен» получила приз Global Media Choice;
- В июне 2000 года В.Языков на яхте «Ветер перемен» занимает 2 место в Трансатлантической гонке одиночек (класс «Open-40»);
- 2001—2003, продажа яхты «Ветер перемен» и работа над строительством 50-футовой яхты «City of Sochi» в Италии для участия в одиночной безостановочной гонке Vendée Globe. Из-за проблем с финансированием недостроенная яхта была перегнана в Лазаревское, Россия;
- Происходит переоценка ценностей и переключение интересов со спортивных рекордов к внутреннему развитию через Океан;
- 2005—2007, строительство 30-футовой яхты «Дочь ветра» по чертежам В.Языкова в Лазаревское. Яхта ориентирована на продолжительное комфортное одиночное плавание без использования каких бы то ни было авторулевых, ветрорулевых устройств;
- 26 мая 2007 года — спуск яхты «Дочь ветра», испытания в Чёрном море;
- 2008 год, повторный спуск яхты «Дочь ветра». Переделана мачта, удлинён корпус, выполнены другие важные работы по доводке яхты. Переход с экипажем через Канарские острова в США (Чарльстон);
- 2009 год — одиночный переход на яхте «Дочь ветра» по маршруту Чарльстон — Нью-порт (США) — Саумптон (Англия);
- 2010 Одиночное плавание Саумптон (Англия) — Канарские острова;
- 2011 Одиночное плавание в течение 42 дней по Атлантике Ла Гомера (Канарские 0строва) — Ла Гомера;
- 2012—2014 гг. Одиночное кругосветное плавание на яхте «Дочь Ветра» по маршруту Канарские острова — Панамский канал — Новая Зеландия — о. Маврикий — Канарские острова.[3]
- 2018-2019 гг. Одиночное, безостановочное (nonstop), кругосветное плавание на яхте «Дочь Ветра» по маршруту Канарские острова (30.09.2018), мыс Доброй Надежды, мыс Горн, Канарские острова (31.03.2019).

### Уникальная хирургическая операция в открытом море
Как ни странно, но всемирную известность Языкову принесли не победы в регатах и гонках, а уникальная медицинская операция, которую он сделал сам себе в открытом море.
Во время длительной гонки Виктор повредил руку, ссадины на правом локте привели к огромной желто-фиолетовой опухоли, боль от которой не давала ничего делать. От ближайшего порта гонщика отделяли многие сотни миль. Связался с гоночным комитетом. Оттуда организовали консультацию отставного врача ВМФ США Даниэля Карлина. Оперировал мучительно долго, никак не удавалось остановить кровотечение. Наложил жгуты, потом разрезал их… Несколько часов согревал руку. Подкрепился красным вином и шоколадом и провалился в глубокий сон. Проснулся через 8 часов, стало легче… Тем временем на автопилоте яхта Языкова показала лучшую за всю гонку скорость и преодолела 239 миль.

### Основные жизненные принципы
Вкладывать себя в дело по максимуму — что бы он ни делал, — только тогда может получить в ответ максимум. После таких сложных уроков приходит понимание, что в жизни по-другому не бывает — это закон, который нарушить нельзя. А кто его нарушает — сильно об этом жалеет.